# Sortilegi (libro)
Sortilegi è una raccolta di tre racconti della scrittrice Bianca Pitzorno del 2021.

## Trama
La storia si suddivide in tre racconti, collegati tra loro dal tema dei sortilegi e dalle conseguenze a cui può portare l'irrazionalità umana.

### La strega
Nel 1631 un'epidemia stermina la famiglia Malpaghi, che vive in un podere chiamato Ca' del Noce in mezzo a un fitto bosco. L'unica superstite è Caterina, la figlia più piccola, la quale sopravvive per dieci anni in solitudine sostentandosi con ciò che riesce a procurarsi nel bosco. Tempo dopo, nella vicina città di Albieri cominciano a circolare voci relative agli avvistamenti di una bellissima ragazza nella foresta; la gente superstiziosa del luogo ritiene che sia una strega e inizia ad attribuirle la colpa di qualsiasi disgrazia avvenuta nei dintorni. A causa della furia sempre maggiore della popolazione, nonostante le proteste di alcuni individui che riconoscono l'assurdità della situazione, viene messa in atto la cattura della "strega", ovvero Caterina. Nonostante l'identità della ragazza venga alla fine scoperta, a nulla servono i suoi tentativi di discolparsi: viene sottoposta a numerose torture e abusi volti a farle confessare la sua devozione alla stregoneria.
Parallelamente viene narrata la storia di Lorenzo Salvadoreschi; lui e il fratello minore, dopo il trapasso del padre, vennero abbandonati in un bosco dalla matrigna nella speranza che morissero, affinché non dovesse più occuparsi di loro. I bambini furono trovati e accolti da un eremita isolato; il fratello minore morì, e anni dopo Lorenzo andò a vivere ad Albieri dove trovò lavoro come scrivano. Il ragazzo è tra i pochi a dimostrare gentilezza nei confronti di Caterina dopo il suo arresto, ma successivamente si ammala e muore. Ciò per le autorità vale come conferma della colpevolezza di Caterina, la quale viene giustiziata mediante l'annegamento nell'Arno, quasi in contemporanea con la morte di Galileo Galilei.

### Maledizione
Vittoria Palmas è una trovatella abbandonata da neonata sui gradini di una chiesa. Cresciuita, diventa una serva per la famiglia più ricca della regione; la Signora, unico membro femminile della tale famiglia, è in cerca di marito e si interessa a uno straniero conosciuto come Gadoni, il quale però si innamora di Vittoria dopo essere rimasto attratto dalle leggere impronte lasciate dai suoi piedi scalzi sulla sabbia. Folle di gelosia, la Signora dà il suo consenso per la loro unione, ma poi fa ricamare sul corredo di nozze una maledizione per causare infelicità e dolore ai promessi sposi. Il compito del ricamo viene assegnato a una bambina di nome Remedia, dotata di una sorta di affinità soprannaturale con la natura; la piccola, innocentemente, decora il corredo con disegni fantasiosi e così facendo inverte il maleficio procurando estrema gioia e fortuna alla coppia. La Signora lo scopre diversi anni dopo, morendo sul colpo per un attacco cardiaco.

### Profumo
Nel 1950 una nave diretta verso l'Argentina trasporta un carico che emana un profumo ammaliante: si tratta dell'aroma dei biscotti del vento sardi, preparati secondo una misteriosa ricetta da una famiglia del posto. I discendenti di tale famiglia, aprendo il carico, trovano una lettera della cognata che spiega loro di aver inviato per posta un pezzo di carta velina su cui la loro madre preparava gli autentici biscotti del vento.

## Premi e riconoscimenti
- Premio Chiara 2021[3]